# Ketos (Kibin)
Ketos is een bestuurslaag in het regentschap Serang van de provincie Banten, Indonesië. Ketos telt 3507 inwoners (volkstelling 2010).